# The Light at Dusk
The Light at Dusk er en amerikansk stumfilm fra 1916 af Edgar Lewis.

## Medvirkende
- Orrin Johnson som Vladimir Krestovsky / Mr. Krest.
- Mary Carr som Natasha.
- Sally Crute som Mrs. Krest.
- Hedda Kuszewski som Olga.
- Robert Frazer som Nicholas.